# Осколков, Константин Владимирович
Константи́н Влади́мирович Осколков (8 мая 1923, Алтайский край — 18 июля 2013, г. Ишимбай) — советский конструктор. Главный конструктор двухзвенных транспортёров семейства «Витязь», всего 6 модификаций. В серию входят ДТ-10 «Витязь», ДТ-30 «Витязь», ДТ-30ПМНЖ-Т, которые эксплуатируются в условиях Севера, Западной Сибири, Арктики и Антарктиды. Имеет 10 авторских свидетельств на изобретения, 5 опубликованных в отраслевых изданиях научных трудов.
Участник Великой Отечественной войны.

## Биография
Войну Константин Осколков прошёл в первой артиллерийской дивизии второго Белорусского фронта. Затем служил в Польше, вернулся домой, в г.Рубцовск, Алтайского края, в 1947 году старшим лейтенантом.
Начал работать расточником на эвакуированном из Харькова в г.Рубцовск Алтайском тракторном заводе. Одновременно учился в Барнаульском институте сельскохозяйственного машиностроения. После его завершения Константин Осколков работает испытателем тракторов, начальником СКБ Алтайского тракторного завода, где он начал вести разработку первых сочлененных гусеничных машин СГМ, которую затем продолжил работая главным конструктором Рубцовского машиностроительного завода. После завершения опытно-конструкторских работ и проведения государственных испытаний стало ясно, что выпускать двухзвенники нужно на специализированном предприятии. И вот 15 июля 1981 года, когда полным ходом шли работы по возведению цехов и корпусов Ишимбайского филиала Рубцовского машиностроительного завода, приказом министра оборонной промышленности П.В. Финогенова на предприятии было организовано специальное конструкторское бюро по двухзвенным транспортерам, возглавил которое Константин Осколков.
В том же 1981 году Константина Владимировича Осколкова направляют в БАССР для организации конструкторского отдела на вновь строящемся Ишимбайском заводе транспортного машиностроения. За разработку и освоение выпуска нового тягача «Витязь» в 1981 году награждён орденом Ленина.
В 1986 году, в должности главного конструктора предприятия, он выходит на пенсию.
С 1998 года — в отделе маркетинга.

## Награды
Заслуженный машиностроитель Башкирии (1988).
- Награждён орденами Красной Звезды, Отечественной войны I степени, Ленина (1981), Октябрьской Революции (1971); многочисленными медалями, в том числе «За освоение целинных земель», золотой и бронзовой медалями ВДНХ.

- Почётный гражданин города Ишимбая.